# Гвоздарёв, Владимир Захарович
Владимир Захарович Гвоздарев (Род. 3 июня 1951 года в городе Москве, СССР) — российский политик, депутат Государственной Думы ФС РФ первого созыва, был заместителем председателя Либерально-демократической партии России по экономическим вопросам, генеральным директором фонда «Инициатива Жириновского».

## Биография
С 1969 по 1971 год проходил срочную службу в Советской армии, служил в танковых войсках. С 1971 по 1975 год проходил обучение в Третьем медицинском институте. В 1984 году получил высшее экономическое образование в Ленинградском финансово-экономическом институте имени Н. А. Вознесенского.
С 1985 года работал в структурах Академии наук СССР, с 1987 года работал в НПО «Прогностика». С 1989 по 1991 год работал в НПО «Глобус» при Академии наук в должности генерального директора.
С 1991 года работал в научно-внедренческой фирме «Сет». С 1993 года был заместителем председателя Либерально-демократической партии России по экономическим вопросам.
В 1993 году избран депутатом Государственной думы Федерального Собрания Российской Федерации I созыва. В Государственной думе был членом комитета по собственности, приватизации и хозяйственной деятельности, входил во фракцию ЛДПР.